# 테드 터너
테드 터너(Ted Turner, 1938년 11월 19일 ~ )는 Cable News Network (CNN)을 설립한 언론 재벌이며 기업인, 자선가이다. 

## 생애
본래 이름은 로버트 에드워드 터너 3세(Robert Edward Turner III)이며 1938년 11월 19일 오하이오주 신시내티에서 태어났다.
CNN이 나타나기 전에는 미국인들은 뉴욕에 있는 3대 방송사(NBC, ABC, CBS)가 정해놓은 시간에만 뉴스를 볼 수 있었다. 그래서 그는 '모든 사람이 자기가 원하는 시간에 마음대로 뉴스를 볼 수 있도록' 하는 것을 목표로 1980년에 세계 최초 24시간 뉴스 채널을 설립했다고 한다. 현재 미국 내 7,800만 가구, 전 세계 1억 명 이상의 사람들이 CNN을 볼 수 있다고 한다.
1988년에는 터너 네트워크 텔레비전(Turner Network Television, TNT) 유선텔레비전 네트워크를 설립했으며, 2003년에는 AOL & 타임 워너 부회장 직을 맡았다.
1997년에는 유엔이 난민구제,질병 퇴치를 위한 재단을 설립할 수 있도록 10억 달러(약 1조 2천억원)를 기부했다.

## 스포츠
스포츠에도 관심이 많아서 야구 팀 애틀랜타 브레이브스와 농구 팀 애틀랜타 호크스, 북미 프로레슬링 단체인 월드 챔피언십 레슬링를 경영하기도 했으며, 1977년에는 미국 컵 요트 대회에서 우승해서 당시 전국적 명성을 얻기도 했다.